# Acanthopteroctetes bimaculata
Acanthopteroctetes bimaculata is een vlinder uit de familie van de Acanthopteroctetidae. De wetenschappelijke naam van de soort is voor het eerst geldig gepubliceerd in 1969 door Davis.